# 楠エリサ
楠 エリサ（くすのき エリサ、1993年3月17日 - ）は、日本のAV女優、元アイドル・元グラビアアイドル。Bstar所属。旧芸名は寿エリカ。

## 経歴
オランダ・アムステルダム出身で、幼稚園の後半くらいまで身近に動物がいるような環境で暮らしていた。オランダの後はアメリカに移住。4歳の時、オランダから日本へ移住。
2009年、寿エリカ名義でグラビアアイドルとしてデビュー（当時はスターブリッジ所属）。翌年には浜田由梨、このはやみとアイドルユニット「絶対乙女」として活動。
2010年8月にデビューしたアイドルグループ「KNU」の第1期メンバーとなり、2018年6月24日のグループ活動終了とともに卒業した。
2019年4月28日を以ってスターブリッジを退社することを報告。ラスト撮影会を行いグラビアアイドルをも卒業した。同時に芸能界を引退。
芸能界引退後もSNSを通じて私生活を発信しており、また広告系モデルとしても活動していた。
2023年7月3日、芸能事務所Bstarに所属し、活動再開することをTwitterで告知。女優業に関しては芸名を楠エリサと変更する。
2023年7月22日　本人のツイートにてFALENO star専属女優としてAVデビューすることを発表。
2023年10月9日週FANZAレンタルフロアランキングにて、デビュー作『芸能人 楠エリサ AV DEBUT』が5位にランクイン。10月16日週の同ランキングでは1位に浮上した。
2024年2月17日、東京・duo MUSIC EXCHANGEで行われた「FALENO FES」に出演。同イベントで行われた水着及び下着ファッションショーにてランウェイを歩く。
2025年5月には『TREND GIRLS撮影会2025』に参加。小花柄のビキニ姿が報道された。

## 人物
- 父親が日本人で母親はオランダとスペインのハーフ[13]。両親はスペイン語で会話するが、本人はオランダ語も英語も話せない[2]。
- 幼いころは家でビデオを見ていることが多く、そのせいか運動神経が悪く、コミュ症を自認する[14]。引っ込み思案な自分を変えるため、社交性を身に着けるために芸能界入りした[14]。のちに、「（グループ活動では）歌もダンスも苦手でした。いつも隅っこにいて、ポンコツ担当（だった）」と述べている[15]。
- 男性とは長期で付き合えず、長くて3か月くらいだという[14]。初体験は17歳。相手も童貞だった[16]。
- 趣味はアルパカ観賞[17]、グッズ収集。ヒトカラ。よく歌う曲は『はっぱ隊』の『YATTA!』[17]。那須アルパカ牧場には毎年のように行っている[16]。
- 特技は一輪車。また、裁縫（手縫い・ミシン両方）が得意で、グラビアアイドル時代は自身で衣装を作っていた[16]。

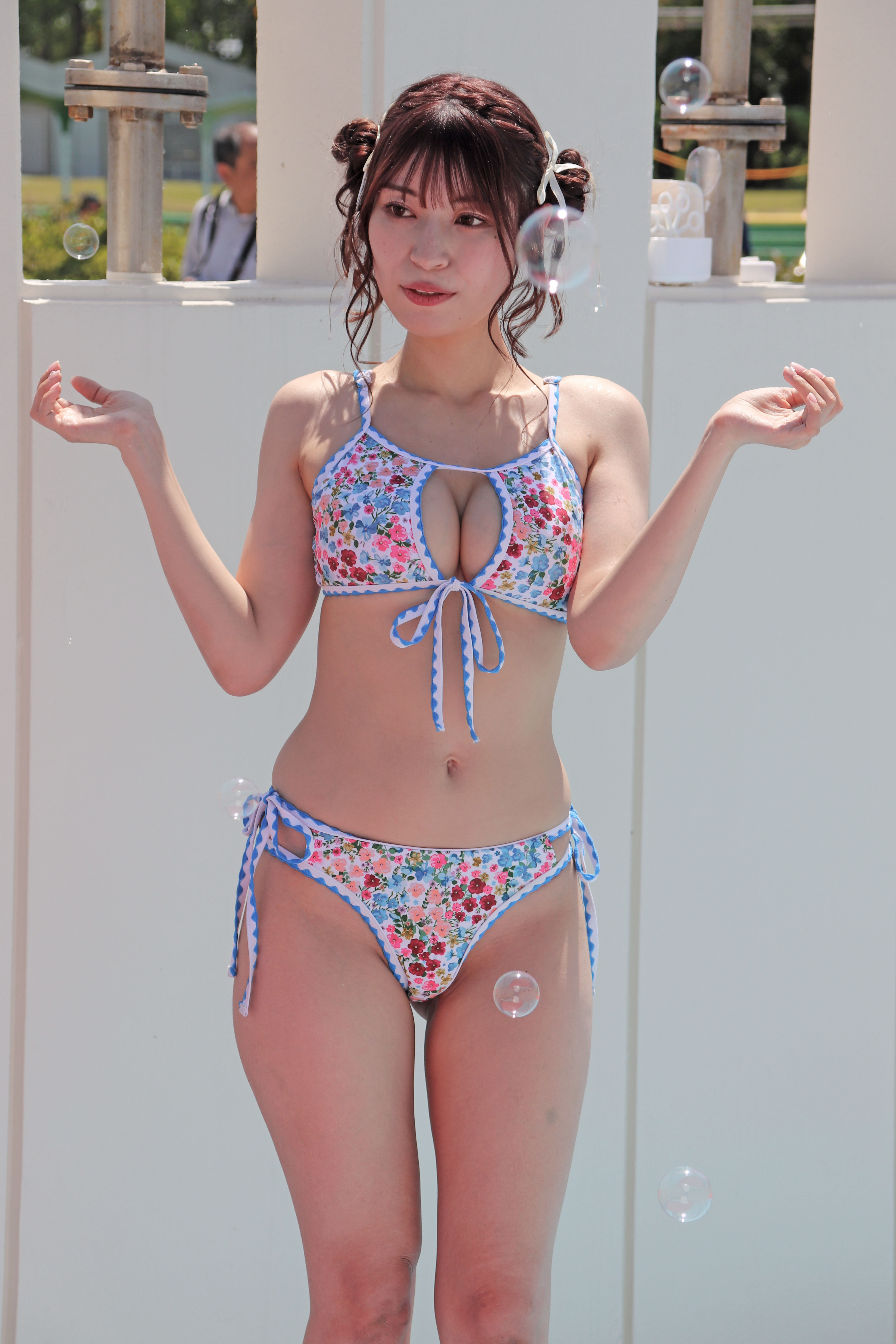
水着姿の楠（2024年）

- グラビア活動を行っていなかった時期に、新しいことに挑戦してみたくなり、AV女優としてデビューすることを決めた[16]。
- 明日花キララなどの可愛い女優が好きで、以前からプライベートでAVを視聴していた[16]。
- 巨乳評論家の杜哲哉は「乳輪は淡い桜色、乳首とのバランスも見事なザ・美巨乳」とバストを論評[18]。「極小ビキニやセクシーランジェリーの見せ方がうまいのはさすがグラビア出身」と批評している[18]。
- 白石茉莉奈からは「陰キャっぽいから」という理由で「エリサ氏」と呼ばれている[19]。

## 作品

### アダルトビデオ
楠エリサ 名義

#### FALENO star専属期間
FALENOは『配信特化型AVメーカー』を掲げているため、配信開始日も記載しています。
- 芸能人 楠エリサ AV DEBUT（8月9日配信、9月7日DVD発売）
- 「これが”イク”って感覚なんですね…」 初めてだらけの性感開発3本番スペシャル!!! 楠エリサ（9月9日配信、10月12日DVD発売）
- 体液で交感する絶え間ない官能セックス 楠エリサ（10月2日配信、11月9日DVD発売）
- 初めて出来た彼女と初めての夜…そして初めての…。露わになった大きなおっぱいに僕の性欲は尽きることなく夜は明けた…。 楠エリサ（11月2日配信、12月7日DVD発売）
- 「おっぱい大きいと可愛い下着が少ないんだよね…」 寝取り好きな彼女姉からのノーブラおっぱいトラップにハメられハメまくる羽目に… 楠エリサ（12月2日配信、2024年1月11日DVD発売）

- 天然巨乳先輩と童貞後輩が出張先の相部屋で10発射精の凄絶性交 楠エリサ（1月3日配信、2月8日DVD発売）
- 彼女が不在の3日間、彼女の友達に2日間焦らされ溜まりきった性欲を最後の1日でパイズリ射精させられ続けた。 楠エリサ（2月4日配信、3月7日DVD発売）
- グラビアアイドルNTR 1stDVDには収録されなかった僕の知らない彼女の喘ぎ顔 楠エリサ（3月9日配信、4月11日DVD発売）
- 芸能人が働く（秘）高級ソープランド 楠エリサ（4月8日配信、5月9日DVD発売）
- 楠エリサは一度きりと決めた枕営業でしっかりキメセクで堕とされた。（5月7日配信、6月6日DVD発売）
- 「私はセフレでいいよ?」 都合良すぎる彼女の親友と勃起即射精ドキドキデート! 楠エリサ（6月5日配信、7月11日DVD発売）
- 「オナニーを見られただけなのに」 向かい部屋の巨乳妻は旦那に内緒でいいなり性欲処理人形に堕とされた。 楠エリサ（7月8日配信、8月8日DVD発売）
- エロ整体師の丹念な乳首責めを拒めず寝取られ体質にされた人妻 楠エリサ（10月13日配信、11月21日DVD発売）
- 夫が友人に借金の相談に行ったら私が借金の担保にと言われ… 返済が出来なくなり全身に精子マーキングされました 楠エリサ（11月15日配信、12月26日DVD発売）
- オヤジファンを虜にする爆乳レイヤーが秘密のコスプレオフパコ枕営業 楠エリサ（12月12日配信、2025年1月9日DVD発売）

- 女上司が美脚を開いてノーパン直穿きパンスト誘惑! 僕のドMチ〇ポを挟みコキしまくるザーメン搾取フェ痴SEX 楠エリサ（1月28日配信、2月20日DVD発売）

### イメージビデオ
寿エリカ 名義
- スクペた。SP（2009年4月11日、21世紀FAX）
- 純真無垢 ～純白の素肌 渡せなかったラブレター～ [3]（2009年6月19日、アップグレード）
- えりかしだしchu[21]（2012年8月31日、BNS）
- こんぐらchu れーしょん![13][22]（2013年2月27日、オルスタックピクチャーズ）
- おとなのかたち（2014年5月31日、QQ's）
- エリカパイ（2017年5月26日、グラッソ）
- ERIKA TIME（2017年11月24日、スパイスビジュアル）[23]
- エリカは僕のモノ（2018年4月、スパイスビジュアル）[24]

楠エリサ 名義
- etoile 楠エリサ（2024年11月1日、ファインピクチャーズ）

### VRイメージビデオ
寿エリカ 名義
- apartment Days! 寿エリカ act1 (2018年8月10日、ファンタスティカ)
- バーチャルダイブ 〜将来イケオジになったらプールサイドで見たかった光景とシテもらいたかったコト〜 涼本めぐみ 寿エリカ 浜田由梨（2018年9月21日、ファンタスティカ）
- apartment Days! 寿エリカ act2（2018年9月28日、ファンタスティカ）
- モテ期の晩餐 〜温泉街のコンパニオン編〜 涼本めぐみ 寿エリカ 浜田由梨（2018年10月12日、ファンタスティカ）
- バーチャルダイブ 〜こんなにも眩しいのは、照り返す日差しと2人のせい〜 涼本めぐみ 寿エリカ（2018年11月23日、ファンタスティカ）
- ご存知ですか? ビキニ居酒屋。 涼本めぐみ 寿エリカ 浜田由梨（2018年11月30日、ファンタスティカ）
- 露天風呂で独り占め。この景色も3人も。 涼本めぐみ 寿エリカ 浜田由梨（2018年12月7日、ファンタスティカ）

### デジタル写真集
楠エリサ 名義
- ファレノALLSTARS 黄金ヌード伝説（2024年1月4日、小学館、撮影：佐藤佑一 / 山口京和）[25]
- FLASHデジタル写真集R 楠エリサ 秘密の交わり（2024年8月20日、光文社、撮影：佐藤裕之）

## 製品

### アダルトグッズ
オナホール
- FALENO STAR HOLE 楠エリサ（2024年10月4日、YUIRA）

## 出演

### 雑誌
- 「Cream」
- 「週刊ヤングジャンプ」(2009年）
- 「BLENDA」（2010年）
- 「Yha! Hip & Lip」（2013年）
- 「Bejean」（2013年）

### Webサイト
- デジアド（2010年）
- スコラ激セクシー（2010年）
- グラ☆スタ!バンバン（2010年）
- ムラ☆スタ!バンバン（2010年）
- 現役女子高生グラビアサイト
- 本当にデカップ
- 週間ナイマガ
- ケータイヤングジャンプ ぷるるんサバイバル
- スコラ激SEXY

### イベント
- SHIBUYA GIRLS EXPO VO.1（2009年）
- Orangehoop LIVE（2009年）
- LOVE JET PARTY（2009年）
- 君とボク（2010年）
- らぶドル天国（2010年)準レギュラー
- TOKYO IDOL FESTIVAL（2012年・2013年・2014年・2016年・2017年）

### テレビ
- キラカワ☆プリンセスTV(2009年、エンタ!371）
- 月の恋人〜Moon Lovers〜 第3話（2010年5月24日、フジテレビ）
- アイドル100人水泳大会[26]（2012年4月 - 6月、エンタ!371）
- あらびき団（2011年、TBS）
- ジョージポットマンの平成史（2011年、テレビ東京）
- ぐるぐるナインティナイン（2011年、日本テレビ）
- つんつべ（2012年、TOKYO MX）
- ストライクTV（2012年、テレビ朝日）
- グリグリくりぃむ（2013年、テレビ朝日）
- 私生活むきだしバラエティ「キリウリ$アイドル」（2016年、TOKYO MX）
- Kawaiian TV（2015年、スカイパーフェクTV!）
- アイドルお宝くじ（2016年・2017年、テレビ朝日）
- musicるTV 愛踊祭（2016年、テレビ朝日）
- ヨロンマリンカップ2016・2017（TOKYO MX）
- もう!バカリズムさんの超H! #55（2024年8月26日、フジテレビONE）

### ラジオ
- らじおじお（FM浦和）
- ストロボナイト（NACK5）
- つっぱれよ!覇汝家（渋谷クロスFM）

### MV
- ピコ「Make My Day!」（2012年、Ki/oon Music）
- 東方神起 「OCEAN」（2013年、avex trax）